# William Worth Belknap
William Worth Belknap (Newburgh, 22 de septiembre de 1829-Washington D. C., 12 de octubre de 1890) fue un abogado, militar y político estadounidense. Soldado en el Ejército de la Unión, se desempeñó como funcionario en el estado de Iowa y Secretario de Guerra de los Estados Unidos en el gabinete del presidente Ulysses S. Grant.

## Biografía

### Primeros años
Nació en Newburgh (Nueva York) el 22 de septiembre de 1829, hijo del soldado William G. Belknap y Anne (Clark) Belknap. Asistió a las escuelas locales en Newburgh y se graduó de la Universidad de Princeton en 1848. Después de graduarse, estudió derecho con el abogado de Georgetown, Hugh E. Caperton. Después de pasar un examen por el juez William Cranch en 1851, fue admitido en el colegio de abogados de Washington D. C.
Se mudó a Keokuk (Iowa), y se asoció con Ralph P. Lowe. Se unió al Partido Demócrata y se postuló con éxito para la legislatura estatal en 1856, sirviendo un período en la Cámara de Representantes de Iowa desde 1857 hasta 1858. También se unió a una compañía de la milicia local, City Rifles, y alcanzó el rango de capitán.

### Guerra Civil
Cuando comenzó la guerra civil estadounidense, se mantuvo leal a la Unión como un demócrata a favor de la guerra. Se unió al Ejército de la Unión en 1861, fue comisionado como comandante, y el 7 de diciembre tuvo la tarea de formar y equipar a la 15.° infantería voluntaria de Iowa. Participó en las batallas de Shiloh y Corinth, y el sitio de Vicksburg; fue ascendido a general de brigada y se le dio el mando de la 4.° División del XVII Cuerpo del Ejército en 1864. Posteriormente participó en las operaciones del general William Tecumseh Sherman en Georgia y las Carolinas. También participó en la Campaña de Atlanta y en la marcha de Sherman hacia el mar. Tras la guerra se retiró del servicio militar.

### Iowa
En 1865, el presidente Andrew Johnson lo nombró Recaudador de Ingresos Internos de Iowa. Allí era responsable de recaudar millones de dólares en impuestos federales. Ocupó durante cuatro años, hasta que fue nombrado secretario en el gabinete de Ulysses S. Grant en 1869. Durante el período de Reconstrucción, se asoció con el Partido Republicano.

### Secretario de Guerra
Por recomendación del general del ejército William Tecumseh Sherman, el presidente Grant lo nombró como Secretario de Guerra de los Estados Unidos el 25 de octubre de 1869, para ocupar el lugar del secretario John Aaron Rawlins, quien había fallecido en el cargo por tuberculosis. El propio Sherman, había servido brevemente como Secretario de Guerra en funciones, tras la muerte de Rawlins. Belknap ocupó el cargo por más de seis años.
En el cargo, recomendó que el Congreso actúe para fijar la fecha del 1 de mayo como el inicio del año fiscal, permitiendo una contabilidad más precisa de los fondos del Departamento de Guerra. Inauguró la preparación de informes históricos por los comandantes de correos como una forma de documentar sus actividades para la posteridad, y propuso acciones para preservar el parque nacional Yellowstone. El historiador Jean Edward Smith, señala que Grant, al ser exgeneral del Ejército, supervisó personalmente el uso del ejército estadounidense y que Belknap «tenía menos libertad de acción que otros miembros del gabinete».
La Cámara de Representantes lo acusó por supuestamente haber recibido dinero a cambio de nombramientos. Renunció a la secretaría antes de ser llevado a juicio en marzo de 1876. Fue juzgado por el Senado de los Estados Unidos, pero la votación no alcanzó los dos tercios requeridos para la condena.

### Años posteriores y fallecimiento
Tras su renuncia y con su reputación dañada, se mudó a Filadelfia donde se dedicó a la abogacía. En 1887 fue coautor del libro History of the Fifteenth Regiment, Iowa Veteran Volunteer Infantry, acerca de la guerra civil. A menudo regresaba a Washington D. C. por trabajo, manteniendo allí una residencia y una oficina. En esa ciudad falleció por un ataque cardíaco el 12 de octubre de 1890.